# 喬爾內島
喬爾內島是俄羅斯的島嶼，屬於北地群島的一部分，位於十月革命島以東的喀拉海，由克拉斯諾亞爾斯克邊疆區負責管轄，長1.2公里、寬1公里，島上無人居住。